# Корну де Сус (Прахова)
Корну де Сус (рум. Cornu de Sus) насеље је у Румунији у округу Прахова. Oпштина се налази на надморској висини од 517 m.

## Становништво
Према подацима из 2011. године у насељу је живело 4402 становника.